# Росія на Євробаченні Юних Музикантів
Росія брала участь у Євробаченні Юних Музикантів, що проводиться кожні два роки, дев'ять разів починаючи з 1994 року, вперше вигравши конкурс у 2018 році завдяки піаністу Івану Бессонову. Країна здобувала 3-є місце у 2000, 2004, 2006 та 2010 роках.

## Учасники
Умовні позначення
     Переможець
     Друге місце
     Третє місце
     Не пройшла до фіналу
     Участь скасовано
     Не брала участі
| Рік                               | Місце проведення | Учасник                | Інструмент      | Фінал                      | Півфінал        |
| --------------------------------- | ---------------- | ---------------------- | --------------- | -------------------------- | --------------- |
| 1994                              | Варшава          | Анна Айрапетянц        | Фортепіано      | Не вдалося кваліфікуватися | -               |
| 1996                              | Лісабон          | Невідомо               | Скрипка         | Не вдалося кваліфікуватися | -               |
| 1998                              | Відень           | Не брала участь        | Не брала участь | Не брала участь            | Не брала участь |
| 2000                              | Берген           | Микола Токарєв         | Фортепіано      | 3                          | -               |
| 2002                              | Берлін           | Микита Борисоглібський | Скрипка         | Не вдалося кваліфікуватися | -               |
| 2004                              | Люцерн           | Динара Наджафова       | Фортепіано      | 3                          | -               |
| 2006                              | Відень           | Дмитро Майборода       | Фортепіано      | 3                          | -               |
| 2008                              | Відень           | Анастасія Кобекіна     | Віолончель      | -                          | -               |
| 2010                              | Відень           | Даниїл Трифонов        | Фортепіано      | 3                          | -               |
| Не брала участі в 2012-2016 роках |                  |                        |                 |                            |                 |
| 2018                              | Единбург         | Іван Бессонов          | Фортепіано      | 1                          | -               |

## Галерея

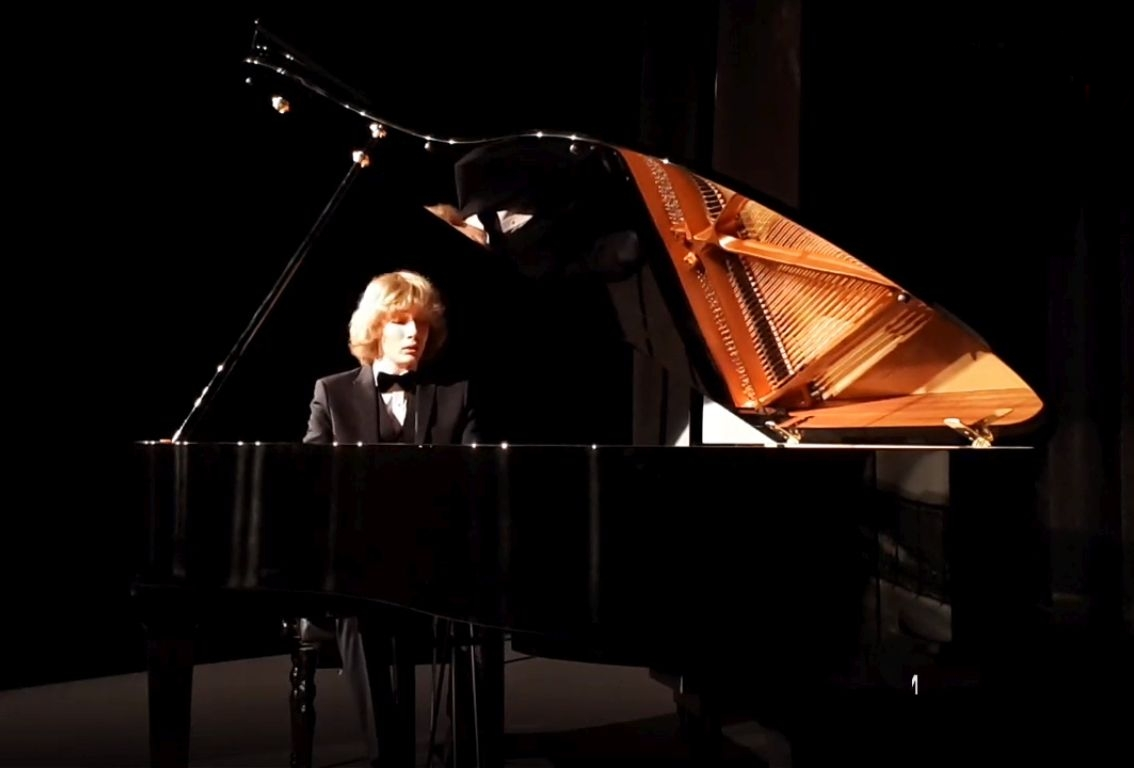
Іван Бессонов - переможець Євробачення Юних Музикантів 2018 у Единбурзі